# 서울 청진동 출토 백자항아리
서울 청진동 출토 백자항아리(서울 淸進洞 出土 白磁壺)는 서울특별시 종로구 서울역사박물관에 있는 조선시대의 백자이다. 2016년 7월 1일 대한민국의 보물 제1905호로 지정되었다.

## 개요
이 백자항아리 3점은 2009년 종로구 청진동 235-1 일원 피맛골에서 일괄 출토된 것으로, 아무런 문양이 없는 순백자항아리이다. 15∼16세기 조선 초기에 만들어진 관요산 양질(良質)의 백자는 이 시기 이후 제작품보다 남아 있는 수가 상대적으로 적어 기본적으로 가치가 높은데, 이 항아리는 만듦새가 좋고 무엇보다 출토지가 명확하여 주목된다. 구름처럼 사람들이 모이는 곳이라 하여 운종가(雲從街)라 불리던 오늘날의 종로 청진지구에 대한 발굴 결과는, 조선 초 도시의 원형과 도로의 모습을 보여줌과 동시에 당시 사람들의 생활상을 알 수 있는 도자 유물을 대거 드러냈다. 이 백자항아리 3점은 청진동 발굴의 대표적인 출토품이다. 조선 백자항아리는 접시‧대접‧병 등과 함께 조선시대 백자 중에서 많이 만들어진 그릇의 하나로, 전 시기를 통틀어 가장 중심적인 기종(器種)이라고 해도 과언이 아니다. 조선백자항아리는 외형상 몸체의 무게중심이 어깨 부분에 있고 비교적 장신(長身)인 입호(立壺)와 무게중심이 몸체 중앙에 있어 둥글게 보이는 원호(圓壺)로 크게 나뉘는데, 청진동에서 출토된 항아리 3점은 조선 전기 항아리의 전형적인 모습을 하고 있다. 항아리의 주둥이는 조선 초기에 나타나는 안쪽으로 비스듬히 서거나 밖으로 말린 두 가지 형태 중에 후자에 해당하며, 뚜껑은 함께 발견되지 않았으나 덮개처럼 씌우는 원반형의 뚜껑이었을 것이다. 조선 초기 순백자항아리의 희소성이나 작품의 완성도와 완전성, 출토지가 명확한 발굴품이라는 특성 등, 청진동 출토 백자호 3점은 조선 초기 순백자로서 국가지정문화재로 지정하기에 충분한 가치가 큰 유물이다.

## 같이 보기
- 백자

## 참고 자료
- 서울 청진동 출토 백자항아리 - 국가유산청 국가유산포털